# 下多巴二村墓地
下多巴二村墓地，位于中国青海省化隆县牙什尕乡下多巴二村，为青海省市县级文物保护单位，公布日期为1986年12月8日，类型为古墓葬。
下多巴二村墓地的历史年代为青铜时代。